# 森のくまさん (曲)
- 森のくまさん[1]
- 森の熊さん
- もりのくまさん[1]

「森のくまさん」（もりのくまさん、森の熊さん）は、アメリカ民謡を原曲とする童謡。また曲のメロディーは異なる歌詞で複数の曲に使用されている。

## 概要
原曲は「The Other Day, I  Met a Bear」あるいは「I Met a Bear」「The Bear in the Forest」「Bear in Tennis Shoes」「(The) Bear Song」などのタイトルで歌われてきたアメリカのスカウトソングである。主唱者が歌った節を伴唱者達が繰り返す「エコーソング」の典型である。スカウトのリーダーが発声者（エールマスター）となり、他のスカウトメンバーが掛け合うという形で歌われる。

### 日本での受容
日本では、1969年7月に日本レクリエーション協会から出版された月刊誌『レクリエーション 第105号 特集／新しいキャンプ』において「親切な熊さん」という題名で現在も歌われる「森の熊さん」と同じ楽譜と歌詞を作詞作曲者不詳で紹介された。その後、1972年8月 - 9月にNHKの音楽番組『みんなのうた』で「森の熊さん」という題名で紹介され広く知られるようになった。これはNHKの番組プロデューサー（当時）の後藤田純生がこの曲を見つけて玉木宏樹が編曲したものである。当時、日本語作詞者は不詳とされていたため、テロップでは作詞者の記載がなく、「アメリカ民謡」と編曲者の表記のみである。
同年10月25日、『みんなのうた』版のシングルレコード「森の熊さん」（「熊」の表記は漢字。キングレコード BS-1608）が発売された。
その後、同じくNHKの『おかあさんといっしょ』『ワンツー・どん』『ドレミノテレビ』などでも歌われた。
1974年以後、音楽教科書にもたびたび掲載されている。
日本ではスカウトソングとして歌われることはほとんどないが、教師がエールマスターとなり児童がそれに続くという形で歌わせやすいため、幼児教育の現場では重宝されている。

### シングル収録曲
全曲、歌：ダークダックス
1. 森の熊さん - 2分7秒
作詞・作曲：不詳（アメリカ民謡）、編曲：玉木宏樹（シングル発売当時の名義）
2. つる（ロシア民謡） - 4分10秒
作詞：フレンケリ、中村五郎、作曲：ラムザトフ、編曲：服部克久

## 歌詞

### 原詞
作者不詳で、細部が異なる多くのバリエーションがあるが、左は古いタイプのその一例。(echo) は、直前にリーダーが歌ったフレーズの追唱。Altogether: は、リーダーと追唱グループの全員で唱和する部分で、詞はその直前と同じなので2番以降では省略した。右は子供向けによく歌われている英語歌詞。
| The Other Day, I Met a Bear The other day (echo), I met a bear (echo) Out in the woods (echo), A-way out there(echo) Altogether: The other day I met a bear out in the woods a-way out there. He said to me (echo), “Why don’t you run? (echo) I see you ain’t (echo), Got any gun” (echo) And so I ran (echo), Away from there (echo) But right behind (echo), Me was that bear (echo) Ahead of me (echo), I saw a tree (echo) A great big tree (echo), Oh glory be (echo) The nearest branch (echo), Was 10 feet up (echo) I’d have to jump (echo), And trust my luck (echo) And so I jumped (echo), Into the air (echo) But I missed that branch (echo), Away up there (echo) Now don’t you fret (echo), Now don’t you frown (echo) ’Cause I caught that branch (echo), On the way back down (echo) The moral of (echo), This story is (echo) Don’t talk to bears (echo), In tennis shoes (echo) That’s all there is (echo), There ain’t no more (echo) So what the heck (echo), You singing for (echo) | The Bear The other day (echo), I met a bear (echo), A way up there (echo), A great big bear (echo). (Altogether) : The other day, I met a bear, a great big bear, a way up there. He looked at me (echo), I looked at him (echo), He sized up me (echo), I sized up him (echo). (Altogether) : (again) He said to me (echo), "Why don't you run? (echo) I see you don't (echo), Have any gun (echo)." (Altogether) : (again) And so I ran (echo), Away from there (echo), And right behind (echo), me Was that bear (echo). (Altogether) : (again) Ahead of me (echo), I saw a tree (echo), A great big tree (echo), Oh, golly gee (echo). (Altogether) :Ahead of me there was a tree, a great big tree, Oh, golly gee. The lowest branch (echo), Was ten feet up (echo), I had to jump (echo), And trust my luck (echo). (Altogether) : (again) And so I jumped (echo), Into the air (echo), And I missed that branch (echo), Away up there (echo). (Altogether) : (again) Now don't you fret (echo), And don't you frown (echo), I Caught that branch (echo), On the way back down (echo). (Altogether) : (again) That's all there is (echo), There is no more (echo), Until I meet (echo), That bear once more (echo). (Altogether) : (again) The end, the end (echo), the end, the end (echo), The end, the end (echo), the end, the end (echo). (Altogether) :The end, the end, the end, the end, this time it really is the end. |

主人公が森を出る途中にばったりと熊に出会い、（お互いに見合ってという部分がある歌詞もある）君は逃げないのか？　銃を持っていないようだけどと熊から言われて、主人公が走り出して熊が追いかけてくる。主人公は樹に飛び移って難を逃れるという話である。運動靴（テニスシューズ）を履いている熊には話しかけるなというオチ（教訓）もついている小咄のような内容である。
熊にあって逃げるという骨子は日本語詞に似ているが、日本語詞と異なり、主人公の性別は不明で、熊も友好的ではない。主人公が銃を持っていたならば、逃げるのは熊の方であったという状況からすると主人公は猟師のようでもある。日本語詞で印象的なアイテムである貝殻のイヤリング、あるいはそれに相当する品物も全く登場しない。

### 日本語詞
日本語の歌詞はストーリー仕立てとなっている。各番の後半の、全員で唱和する部分は、原詞のように前半の繰り返しではなく、前半の続きの話になっている。
1. ある日女性が森を歩いていると熊に出会った。
2. 熊は女性に「お逃げなさい」と言ったので、女性は逃げた。
3. 女性が走って逃げていると、熊が追いかけてきた。
4. 追いついた熊は忘れ物だといって、貝殻でできたイヤリングを女性に渡した。
5. 女性は熊に礼をいい、お礼に歌いだす。

#### 日本語詞の作者
諸般の事情により著作者表記が変遷している。
『みんなのうた』で紹介された当時は、日本語作詞者は不詳とされていたため、「作詞・作曲：不明（アメリカ民謡）、編曲：玉木宏樹」とされていた。その後、馬場祥弘による「『森のくまさん』は自身が作詞・作曲した作品である」という主張が認められ（1980年頃に馬場祥弘が作者として認められた）、一時期は「作詞・作曲：馬場祥弘」としてJASRACに登録されたが、その後の調査で原曲となるアメリカ民謡の存在が判明し、「作詞・作曲：不明（アメリカ民謡）、日本語訳詞：馬場祥弘、編曲：玉木宏樹」となった。その一方で、『みんなのうた』編曲者の玉木宏樹は、真の日本語作詞者は不明であると最後まで主張し続けていた。
原曲がスカウトソングであることから、世界的なスカウト交流の大会である第12回世界ジャンボリー（1967年にアメリカで開催）か第13回世界ジャンボリー（1971年に日本で開催）のいずれかの世界ジャンボリーのキャンプ地にて日本のスカウト経由で訳されて伝播した説がある。

#### 熊はなぜ逃げろと言うのか
クマが逃げろと言っているのに、追いかけてくるのはおかしいのではないかと考える人は多い。これには2つの説がある。日本語作詞者が不明とすれば、口承によって伝わって変遷したものと考えられる。1975年に全音楽譜出版社から発行された楽譜では、2番でクマではなく「小鳥さん」が逃げろと忠告している。これだとストーリーに不自然な部分はなくなる。1985年発行の『季刊どうよう』第3号（チャイルド本社）において、「1970年頃、小鳥だった」と証言する人もいた。
もう一つの説では、このクマは争いを好まない性格なので、暗い森から逃げたほうがいいよと忠告しているからである。この説は2005年12月16日、テレビ東京系列で放送されたテレビ番組『所さんの学校では教えてくれないそこんトコロ!』において「自身が日本語作詞者」と主張していた馬場祥弘が説明している。また、この説は英語の歌詞で主人公が逃げろと言われる理由と近い。

## メロディー
この曲の作曲者は米国の作曲家キャリー・モーガン (Carey Morgan, 1884-1960)とリー・デイヴィド (Lee David)である。1919年にノベルティ・ソングの『Sipping Cider Through a Straw』の歌詞に付ける形で作曲された。この歌は『小さな虫（The littlest worm）』『サイダーを飲む（ Sippin Cider,The Prettiest Girl）』などの題名でも知られる。どちらにもサイダーとストローという単語が歌詞に含まれる。
『サイダーを飲む』の歌詞はアメリカで1894年に『Sucking cider thro' a straw』として発表された（作者はW. Freearとされる）ものがオリジナルであるが、上記のモーガンとデイヴィッドが作曲した歌詞は原版とは一部が異なっている。
類似のメロディーの曲として、カナダ軍の行進曲として使用された『Princess Pat』がある。

## みんなのうた
前述の通り、『みんなのうた』では1972年8月 - 9月に『森の熊さん』というタイトルで紹介。編曲は玉木宏樹で、ディキシーランド・ジャズ風なアレンジになっている。歌はダークダックス。映像は常連・久里洋二製作のアニメでクマが逆立ちしたり前転したりして女の子を追いかけてくる内容。放送では1番と2番・2番と3番の間に間奏、3番と4番の間にインストゥルメンタルを流し、5番はラストがアレンジされた。
1973年6月- 7月に再放送された後は、1974年12月31日に『特集みんなのうた』で再放送されたのみで、定時番組では長期に渡って再放送されなかったが、2005年10月 - 11月に32年3ヶ月ぶりに再放送され、2012年6月 - 7月にも再放送し、2015年6月 - 7月には初めてラジオのみの再放送もされた。
その後2021年8月に再放送した後、4年後の2025年6月に再放送されたが、初めて映像がデジタルリマスター化され、歌手名・映像製作者・歌詞のテロップがニュープリントとなった。また久里洋二のクレジットは、それまではこの時期の通常版と同じイントロ部にクレジットされていたが、今回は3・4番の間奏部にクレジットとなった。
現在はDVDに初回版が収録されている。

## 録音した歌手
- ダークダックス
- たいらいさお、岡崎裕美、タンポポ児童合唱団
- 山野さと子、森の木児童合唱団
- 少年隊 - 1987年、アルバム『Magical 童謡 Tour』収録。
- グッチ裕三とグッチーズ - ハッチポッチステーションより
- まゆのり - けんたろうとミクのワイワイキッズより
- 鈴置洋孝、島津冴子 - 『らんま1/2』の九能帯刀（タッチィ）役と九能小太刀（コッチィ）役。1992年、アルバム『らんま1/2 格闘歌かるた』収録。

## 絵本
- 『えほん 「NHKみんなのうた」から 森の熊さん』絵：久里洋二、日本放送出版協会、1977年。
- 『NHKみんなのうた絵本〈2〉森の熊さん/クラリネットをこわしちゃった』絵：久里洋二、童話屋、2006年、ISBN 4-88747-062-2 / ISBN 978-4-88747-062-0。 - 編曲：亀山耕一郎、合唱：森の木児童合唱団によるCDが付属。

## 編曲
- くまさん変奏曲 - 鈴木奈美の編曲。『おもしろ変奏曲にアレンジ! 〜童謡唱歌〜』（ヤマハミュージックメディア）に掲載。

## 使用

### 替え歌
- 嘉門達夫が『帰ってきた替え唄メドレー4』にて、1番をTHE ALFEEのメンバー（の姓）に置き換えた替え歌を披露。
- 1995年放送のカルビー「焼きもろこし」CM、2013年放送のカルビー「ポテトチップス ギザギザ」CM、2012年から2013年放送の競艇のCMで替え歌を使用。
- お笑い芸人のパーマ大佐が、馬場祥弘の日本語訳詞に新たな歌詞を追加し、2016年12月7日にシングルCDとして発売。一時は馬場祥弘より著作権侵害を主張されていた[9]が、新たに歌詞の改変者としてパーマ大佐の名前を記載する等を条件に円満解決で合意したと発表された[10]。
- 2016年放送の伊藤ハム「チーズイン」のテレビCMで、馬場祥弘が自らオリジナルの歌詞を書き下ろした上で、ワタナベイビーが歌唱している[11]。
- サニクリーン中国（旧：サニクリーン広島）のテレビCMで替え歌が使われている[12]。
- ケーブルテレビ局エヌ・シィ・ティ「ギガギガ」編のテレビCMで替え歌が使われている。
- 森永製菓「DARS」のテレビCMで、乃木坂46を起用した替え歌が使われている。

### 曲のみ
- 大村競艇場が、締め切り前告知BGMに使用[13]。
- 東武鉄道赤城駅で、かつて[いつ?]運転士に出発信号機が開通したことを知らせるメロディとして使用していた。
- 西日本旅客鉄道大阪環状線森ノ宮駅で、2014年3月15日ダイヤ改正から発車メロディとして使用している[14]。
- テレビドラマ『やまとなでしこ』で、主人公の神野桜子（演：松嶋菜々子）の持つ携帯電話の着信メロディとして使われていた。
- プロ野球ファミリースタジアムが、アレンジを試合開始時および試合終了時のBGMとして使用した。
- 浜名湖自動車学校（静岡県湖西市）のコマーシャルで、2011年以降BGMとして流れている。
- アーケードゲームのプーヤン（コナミ）で、ゲームスタート時に流れる。
- スターダム のプロレスラーコグマの入場テーマ曲として使用されている。

### 詞のみ
- 奥飛騨クマ牧場は、歌詞をもじった「ある日、森のクマさんに出逢いませんか」を園のキャッチコピーとしている。

### 歌をそのまま使用
- 2000年4月22日に公開された映画『クレヨンしんちゃん 嵐を呼ぶジャングル』でジャングルの真ん中を歩くかすかべ防衛隊が猛獣対策として、鼓笛で演奏しながら歌っている（1番のみ）。

### その他
- 2021年、あいみょんが本楽曲をモチーフに、シングル「ハート」のカップリングに「森のくまさん」を収録（楽曲自体は全くのオリジナル）[15]。